# Robert Opron
Robert Maurice Jean Opron (* 22. Februar 1932 in Amiens, Frankreich; † 29. März 2021 in Antony, Frankreich) war ein französischer Automobildesigner. Mit seinen Entwürfen für Simca, Citroën und Renault gehörte er zu den Wegbereitern aerodynamisch geformter Limousinen mit Schrägheck.

## Leben und Werk

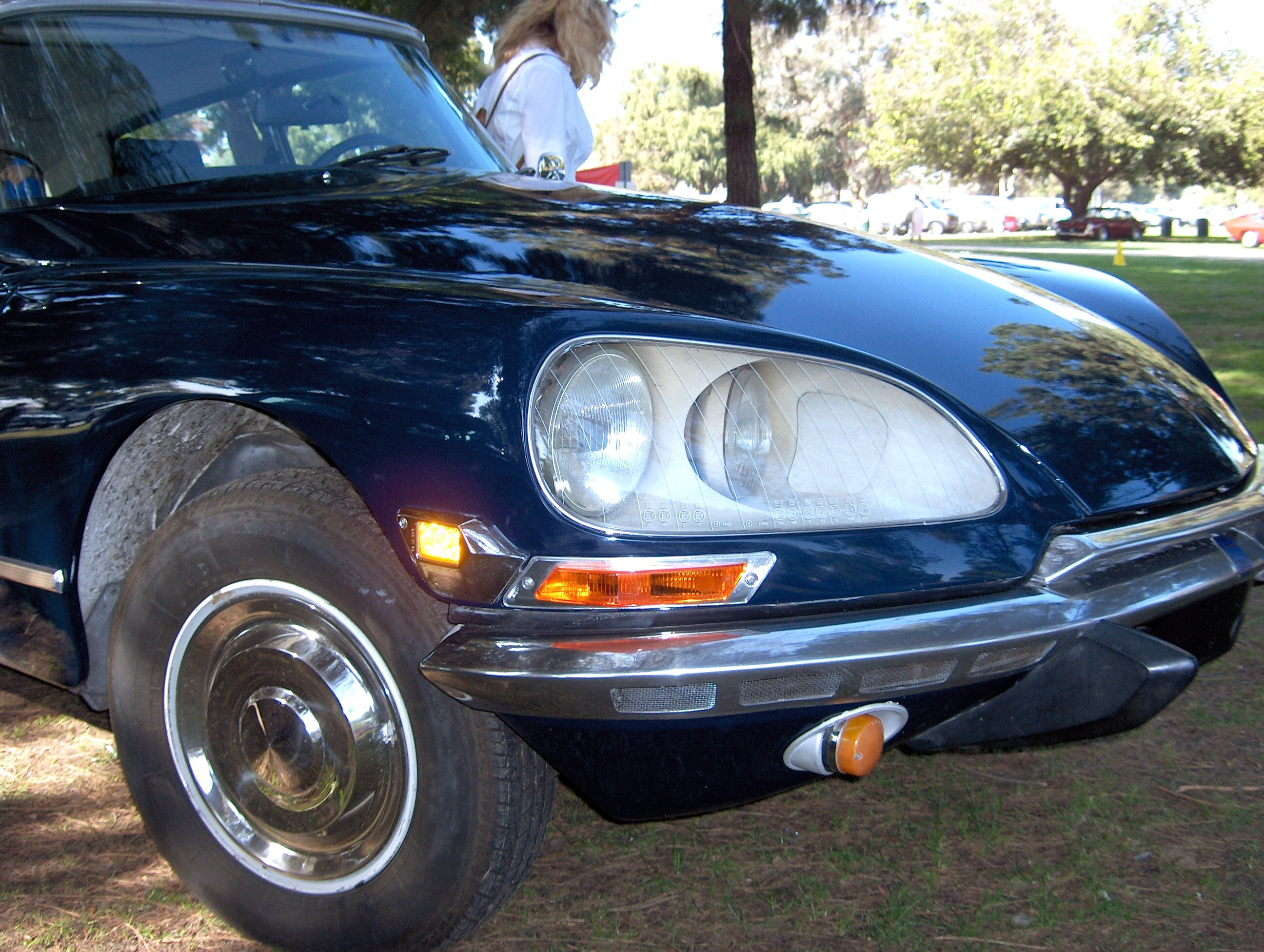
Von Opron entworfene drehbare Scheinwerfer des Citroën DS 21

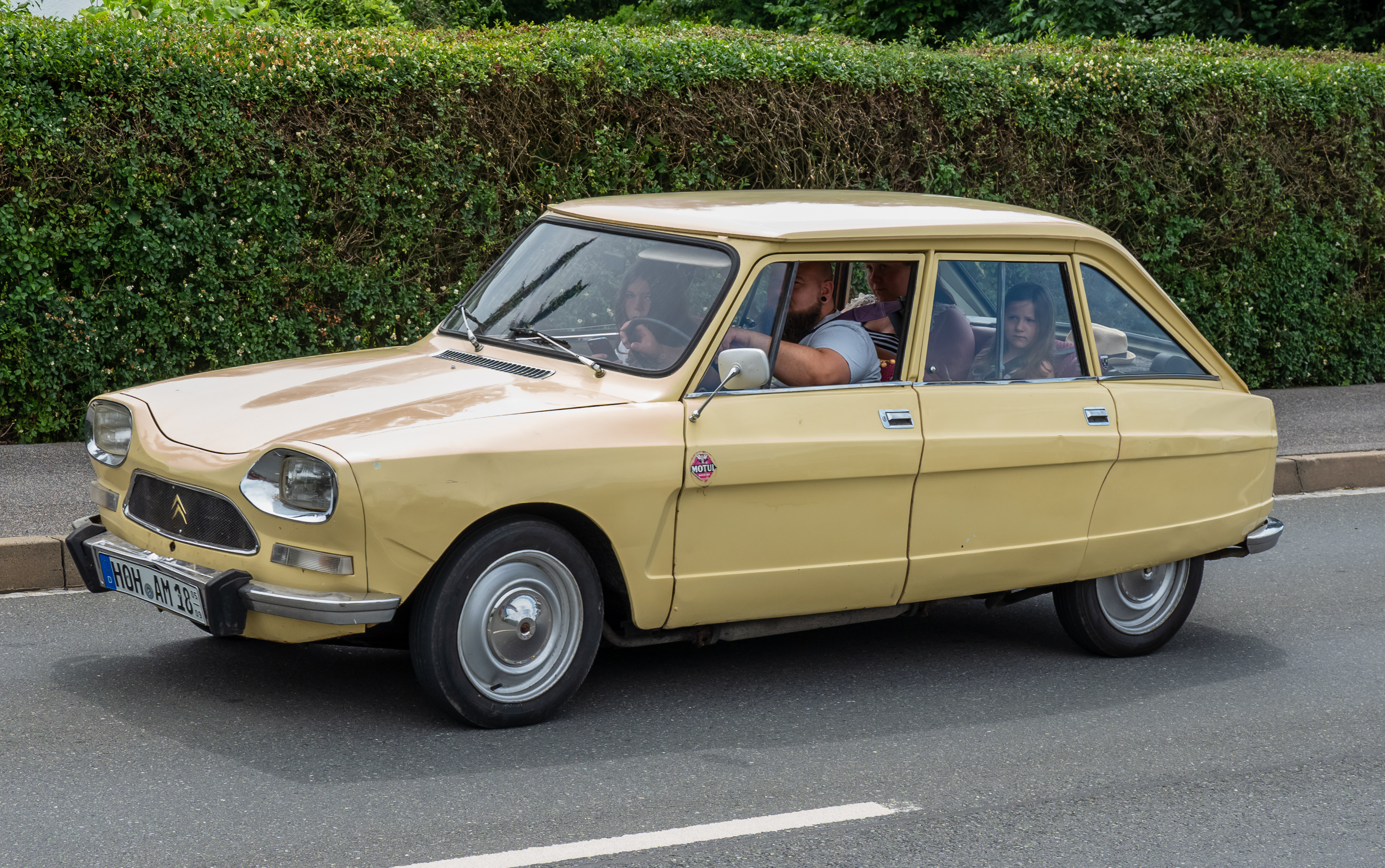
Citroën Ami 8

Opron verbrachte seine Kindheit in Algerien, Mali und Abidjan. Ab 1952 studierte er in Frankreich Architektur. Nach einer Zeit als Zeichner bei der Société Nationale de Constructions Aéronautices du Nord, bei der er u. a. Entwürfe für das Cockpit der Noratlas zeichnete, begann er 1957 für Simca zu arbeiten. Sein erster Entwurf war 1958 die futuristische Studie „Fulgur“, 1959 auf dem Pariser Automobilsalon ausgestellt – ein an eine fliegende Untertasse erinnerndes Auto mit Atomantrieb und einer gläsernen Kuppel über dem Passagierraum. Realisiert wurde nach seinen Vorstudien 1967 der Simca 1100, als Zwei-Box-Kompaktwagen mit Schrägheck, dessen Konstruktion gestalterische Konzepte unter anderem des VW Golf vorwegnimmt.
Nach der Auflösung der Simca-Designbüros 1961 wurde Opron vertraglich verpflichtet, mindestens ein Jahr nicht in diesem Sektor zu arbeiten, und fand eine Anstellung beim Küchengeräte-Hersteller Arthur Martin, wo er eine Reihe von Designs verantwortete.
1962 begann Opron unter Flaminio Bertoni für Citroën zu arbeiten und wurde nach dessen Tod 1964 Nachfolger als Chefdesigner. Opron erarbeitete in dieser Zeit zahlreiche Vorschläge für eine Überarbeitung des Citroën DS. Die ihm manchmal zugeschriebene neue Frontpartie dieses Fahrzeugs für den Modelljahrgang 1967 ist aber nicht sein Werk, sondern das Bertonis, der an einer echten DS mit dem Hammer die Kotflügel einschlug und in wenigen Tagen diese neue Form schuf. 1969 folgte der Citroën Ami 8 und Wankelmotor-Testwagen Citroën M35, 1970 der Citroën GS, eine Mittelklasse-Limousine, und der spektakuläre Citroën SM, ein Sportcoupé mit Maserati-Motor und sechs Scheinwerfern, die hinter einer über die ganze Fahrzeugbreite reichenden Glasverkleidung liegen – der SM gilt als Oprons Meisterwerk. Der 1974 erschienene Nachfolger des DS, der sehr klar gezeichnete CX, war zugleich sein Abschied von Citroën. 1975 wurde das Unternehmen von Peugeot übernommen und die PSA Peugeot Citroën gegründet. Opron sah die Eigenständigkeit des Designs bei Citroën in Gefahr und verließ PSA.
Er wechselte zu Renault, wo er als Design-Chef u. a. den Fuego, den R9, R11, R25, Alpine GTA und den als Renault AE Magnum verkauften LKW verantwortete. Der ihm manchmal zugeschriebene Entwurf des Espace ist in Wirklichkeit eine Arbeit des Matra-Designers Antonis Volanis. Auch Versuchsfahrzeuge wie der Vesta (1984) und der Entwurf des Lastwagens Renault Magnum (1990) entstanden unter Oprons Mitwirkung. Für Automobiles Ligier, die bereits den Citroën SM gebaut hatten, entwickelte er zweisitzige Kleinstwagen wie den Dué (1998) und Dragonfly (2000), deren Nachfolger noch heute gebaut werden. Daneben war er auch für Fiat tätig und realisierte den Alfa Romeo SZ (ES30).
Von 1992 bis 2000 arbeitete Opron als selbstständiger Designberater. Bei der 1999 ausgetragenen Wahl zum Car Designer of the Century gehörte Robert Opron zu den 25 Kandidaten. Gewählt wurde Giorgio Giugiaro. Ab April 2012 war Robert Opron Ehrenmitglied im Citroën SM Club Deutschland und der Citroën-Straße, der Ausstellergemeinschaft der deutschen Citroën-Clubs. Er starb im März 2021 im Alter von 89 Jahren an den Folgen einer COVID-19-Infektion.
2021 ist die Amicale Robert Opron gegründet worden, eine ehrenamtliche Vereinigung, die sich dem Erhalt des Lebenswerks von Robert Opron widmet, sowie seine Werke und deren Entwicklungen in Ausstellungen dem breiten Publikum zugänglich macht.

## Galerie: Autos von Robert Opron

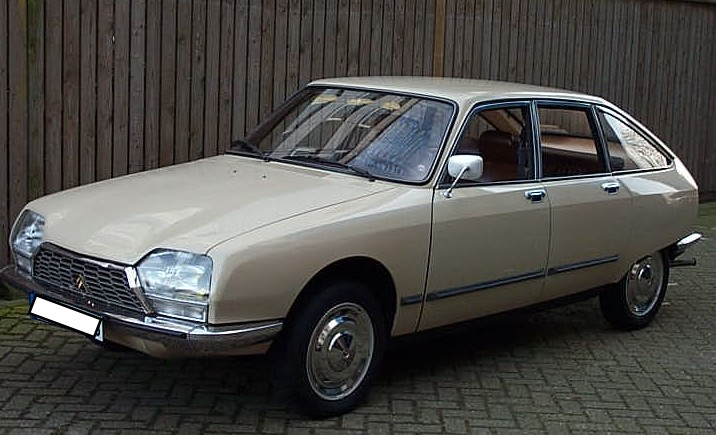
Citroën GS (1970)
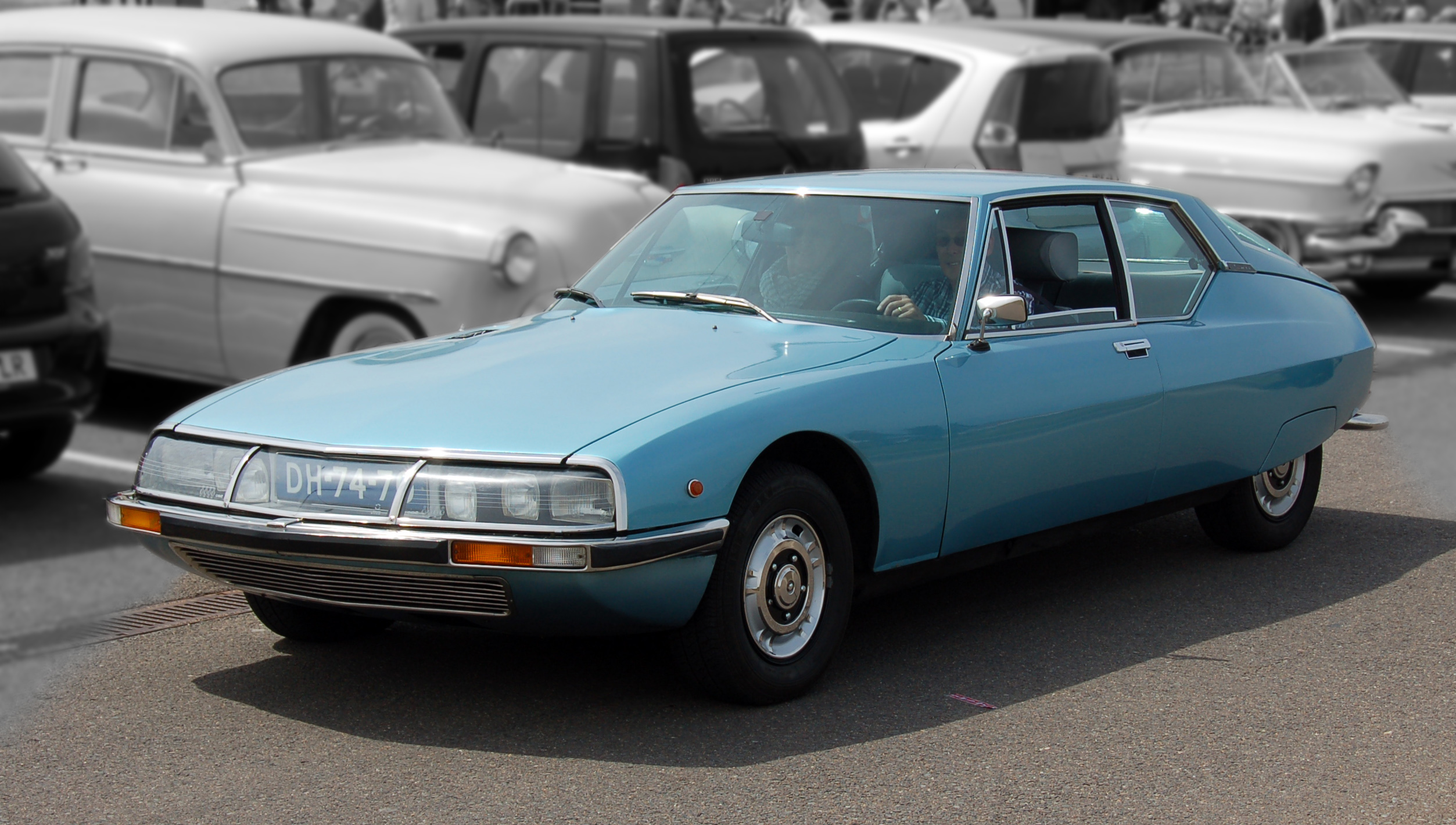
Citroën SM (1970)
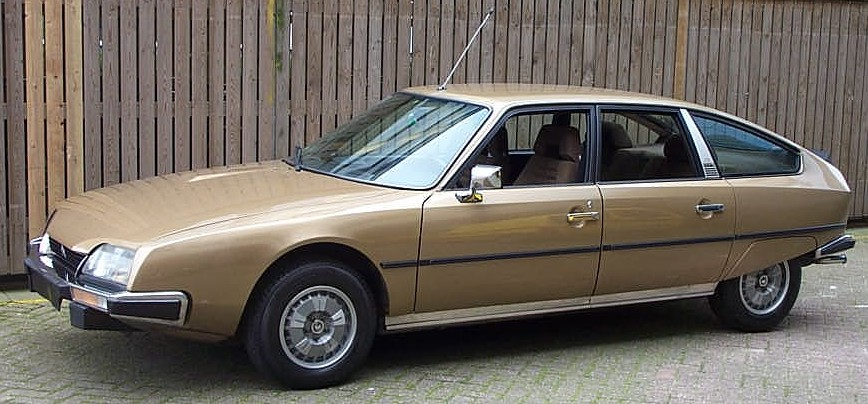
Citroën CX (1974)
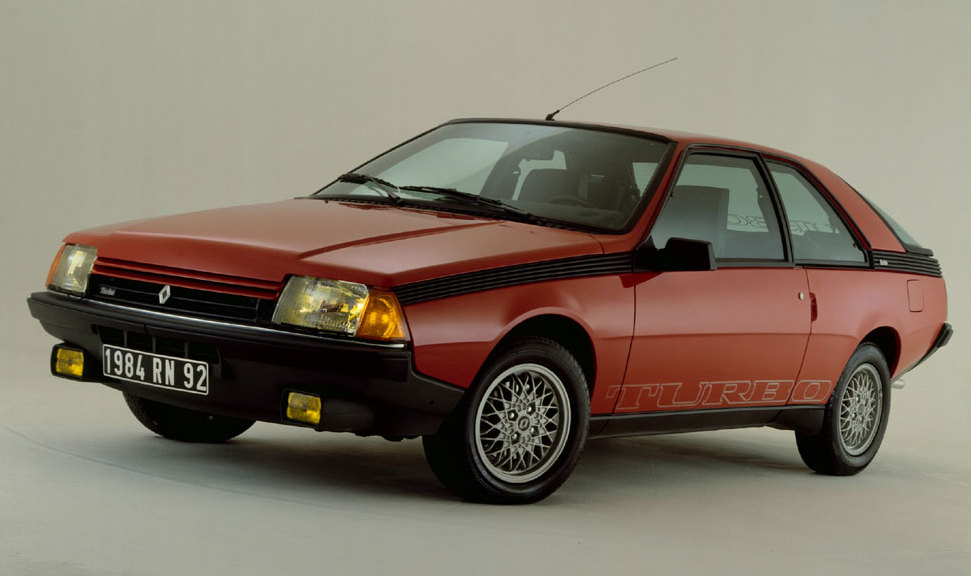
Renault Fuego (1980)
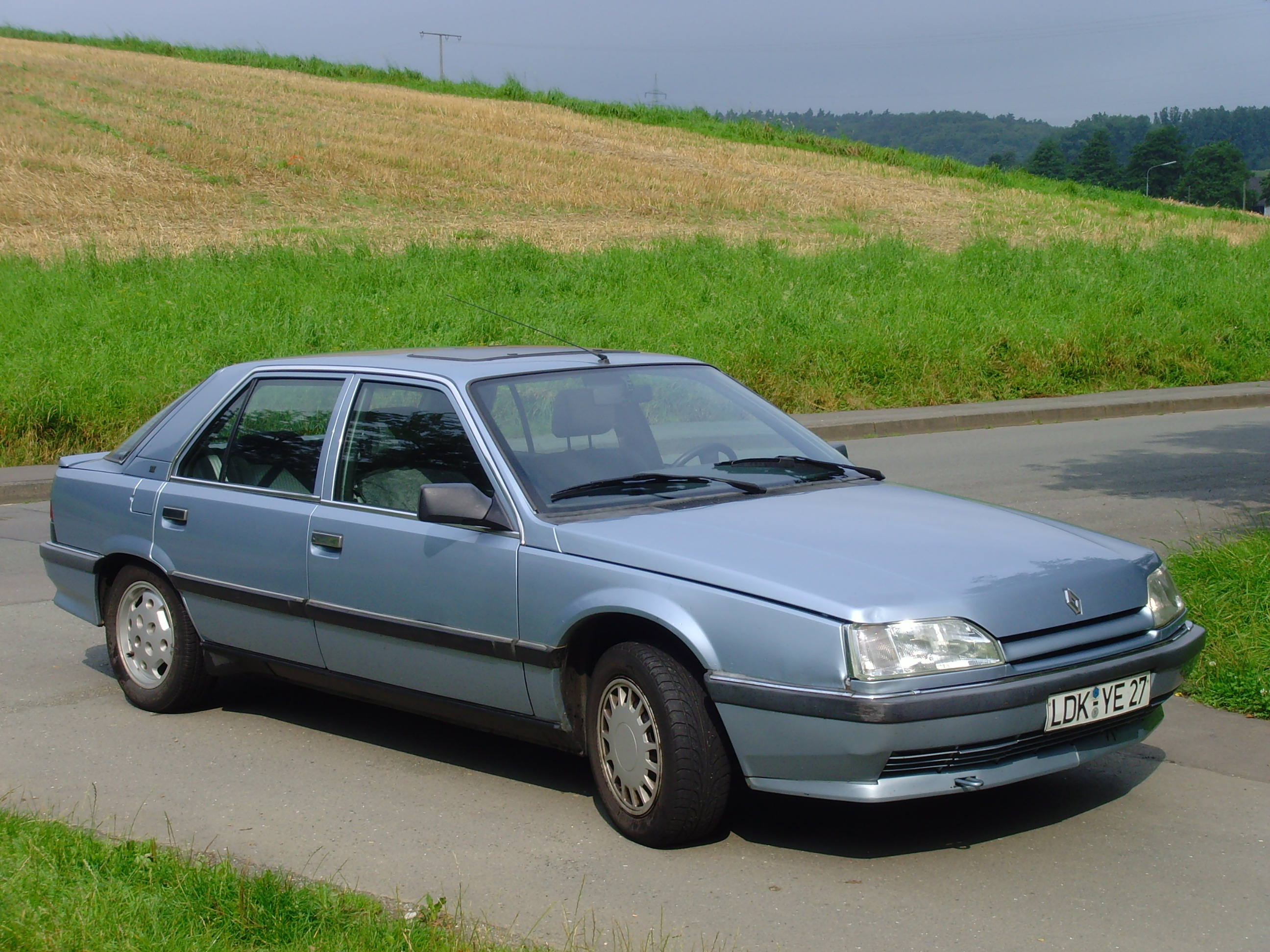
Renault 25 (1984)
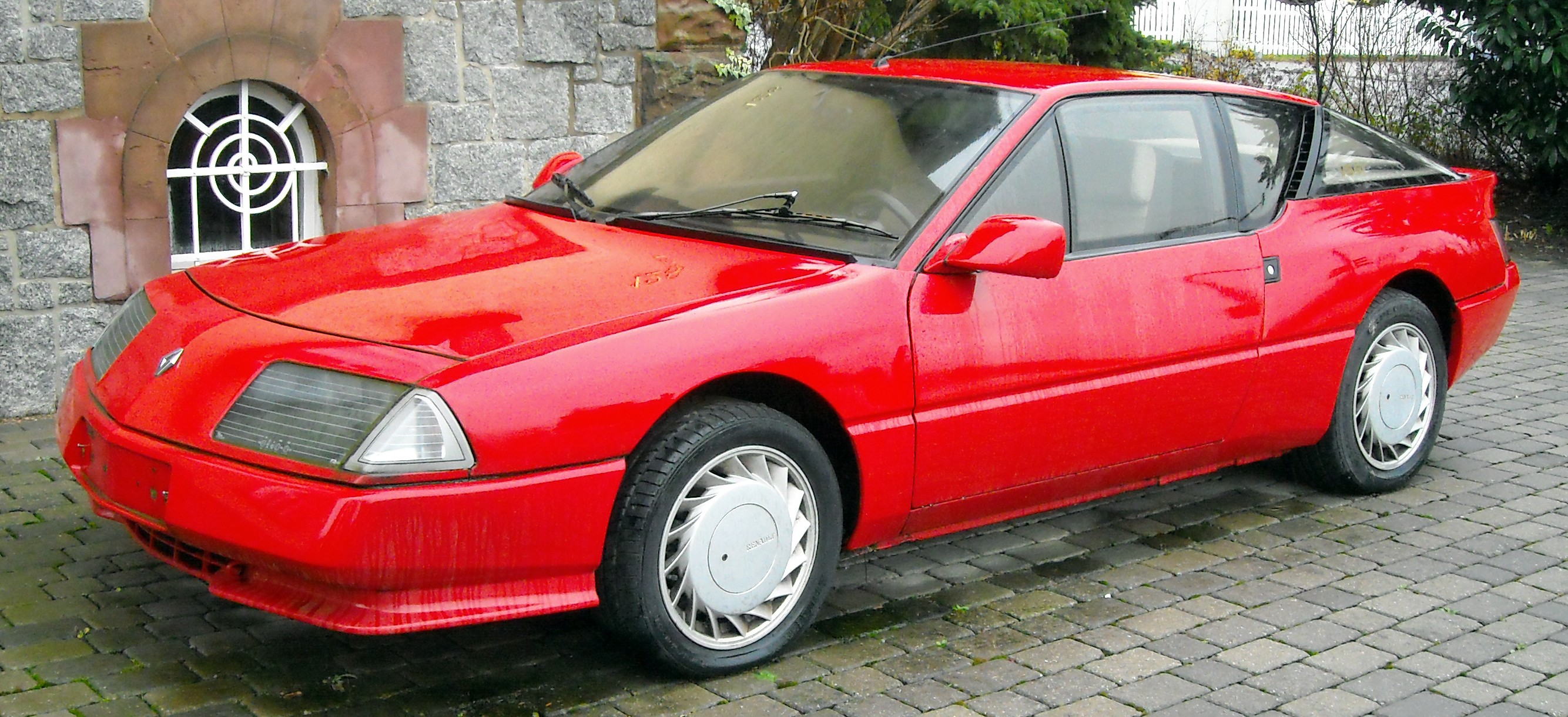
Alpine GTA (1984)